# Hippopotamus antiquus
El hipopótamo europeo (Hippopotamus antiquus) es una especie extinta de hipopotámido que vivió en amplias zonas de Europa durante el Pleistoceno y que se extinguió justo antes de la última glaciación. El hábitat de H. antiquus comprendía desde la península ibérica a las islas británicas y desde la cuenca del Rin hasta Grecia.

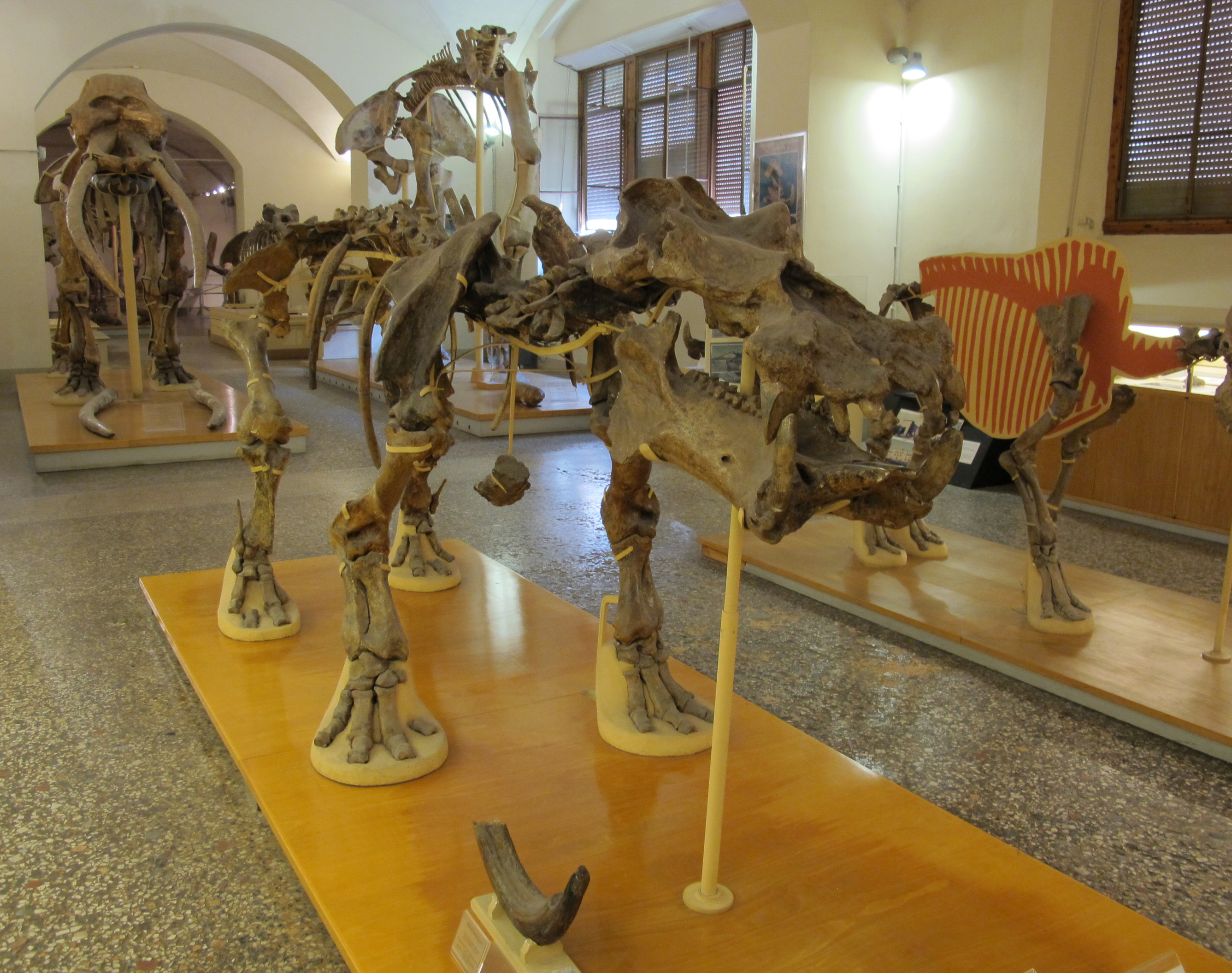
H. antiquus en el Museo de Paleontología de Florencia.

En cuanto a sus dimensiones, el hipopótamo europeo tenía un tamaño similar a otra especie extinta, Hippopotamus gorgops y más grande que el actual hipopótamo común (Hippopotamus amphibius).
Se cree que el hipopótamo europeo apareció hace alrededor de 1,8 millones de años, durante el Pleistoceno Medio. H. amphibius vivió igualmente en el viejo continente, pero no es considerado "europeo", por sus orígenes africanos.
El también extinto Hippopotamus creutzburgi (hipopótamo enano cretense), es considerado un pariente del europeo que evolucionó a través del proceso de enanismo insular en la isla de Creta.